# Мечеть аль-Марджані
Мечеть аль-Марджані (Перша соборна, Ефенді, Юнусовская, тат. əl Mərcani məçete, әл Мәрҗани́ мәчете́ — мечеть в Старо-Татарській слободі міста Казані. Розташована між вулицею, названою ім'ям Каюма Насирі, і берегом озера Нижній (Близький) Кабан.
Мечеть з'явилася історичним знаковим втіленням засад суспільства багатоконфесійної віротерпимості в Росії, проголошеної імператрицею Катериною II в кінці XVIII століття, і більш ніж два століття була найбільшою і головною в Казані соборною мечеттю-джамі і залишається історичним центром татаро-мусульманської духовності в Татарстані.

## Історія і конфігурація мечеті
Мечеть побудована в 1766 — 1770 роках на кошти прихожан з особистого дозволу Катерини II, отриманого під час її приїзду до Казані. На будівництво мечеті 62 людини зібрали 5000 рублів. Це була перша кам'яна мечеть, побудована в Казані після її взяття Іваном Грозним в 1552 році.
Будинок побудований в традиціях татарської середньовічної архітектури мечетей з мінаретом на даху і стильових формах провінційного бароко. Двоповерхова двозальна мечеть має триярусний мінарет. В оформленні фасадів та інтер'єрів архітектурний декор «петербурзького» бароко поєднується з орнаментальними мотивами татарського декоративного мистецтва. Архітектором ймовірно був В. І. Кафтирев.
У 1861 році на кошти І. Г. Юнусова з північного боку зроблена прибудова зі сходами. У 1863 році на його ж кошти розширили міхраб з встановленням вікна. У 1885 році на кошти купця З. Усманова був перебудований мінарет, який в 1887 році прикрашений ажурною огорожею на кошти купців В. Гізетулліна і М. Валішіна.
Мечеть названа по імені імама Шігабутдіна Марджані, який служив в ній в 1850—1889 роках. Довгий час називалася Юнусовською (тат. Юнысов мәчете по династії купців Юнусових, що жили в махалля і витрачали гроші на утримання мечеті. До цього називалася Ефенді (тат. Әфәнде — Панська).
За радянських часів була єдиною діючою мечеттю в Казані. Мечеть і її територія неодноразово реставрували і облагороджували, в тому числі особливо ретельно перед святкуванням 1000-ліття Казані.
Мечеть має золочені наконечники з півмісяцями мінарету і малих архітектурних елементів, біле забарвлення стін, дах зеленого кольору, гарне нічне архітектурне підсвічування. Перший поверх — службовий. У молитовних залах другого поверху склепіння і стіни прикрашені ліпниною блакитного, зеленого, золотистого кольору і позолоченими орнаментами рослинної теми.
У мечеті зберігається надмогильний камінь Мухаммад-гали бека епохи Казанського ханства.
У мечеті проводяться збори, конкурси та інші навчальні та культурні заходи мусульманської громадськості, ніках. На території мечеті проводяться ярмарки мусульманської літератури, обряди Курбан-байраму і часто розбиті намети для колективного розговіння Рамазана-байраму і зборів в інші мусульманські свята і події.
У комплексі будівель навколо мечеті розташовується мухтасібат міста Казані Духовного Управління Мусульман Республіки Татарстан, навпроти через пішохідну частину вулиці Зайна Султана — Казанський ісламський коледж, поруч і навпаки через вулицю Каюма Насирі — кафе і магазин продуктів халяль і магазин мусульманської літератури і символіки.
Мечеть — важлива міська пам'ятка, відвідувана туристами. Адреса: вул. Каюма Насирі, 17.

## Імами
У різний час імамами мечеті аль-Марджані були Габдулла Апанаєв￼, Ахмадзакі Сафіуллін, Талгат Таджуддін та інші.

## Галерея

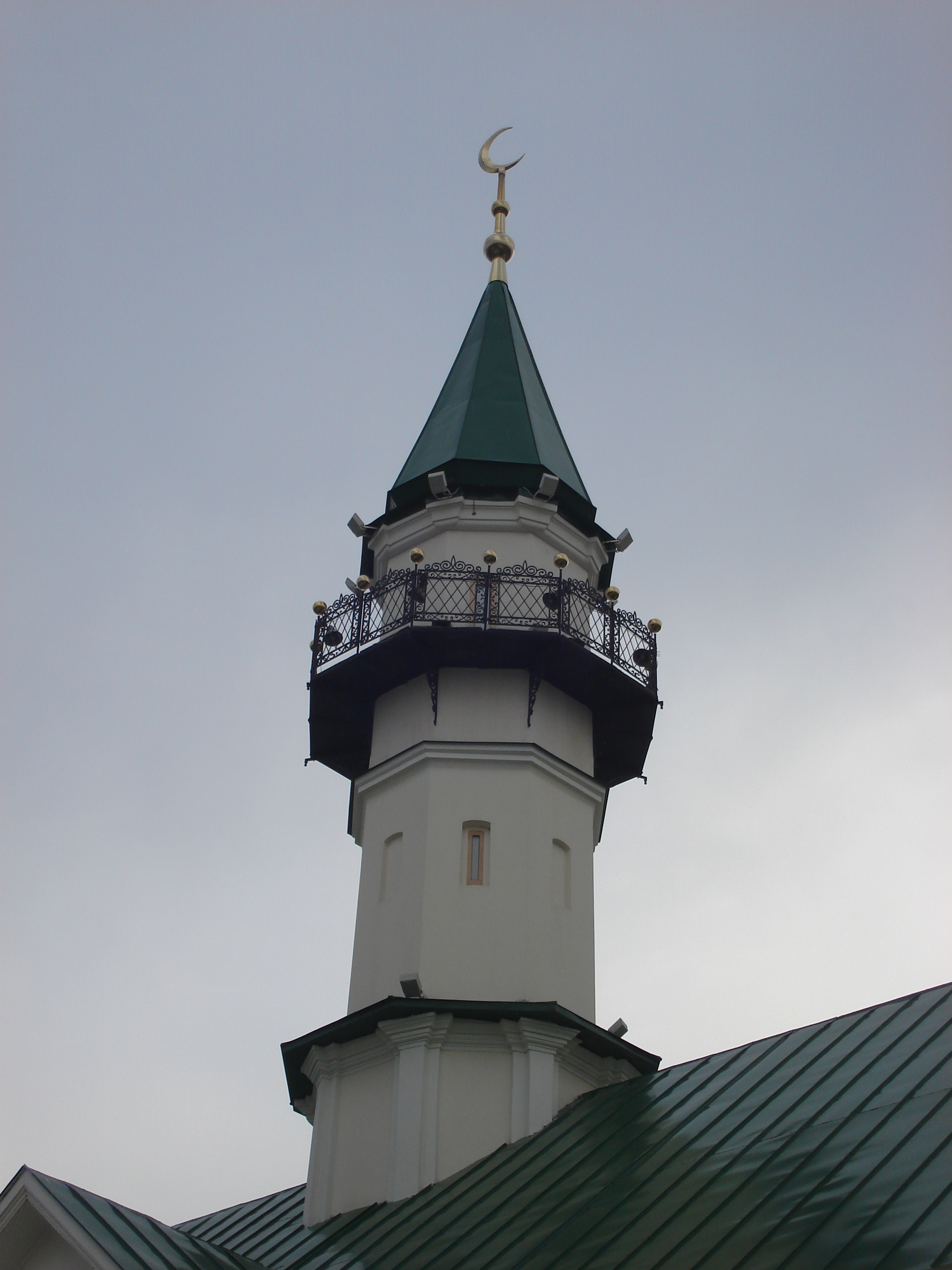
Мінарет мечеті
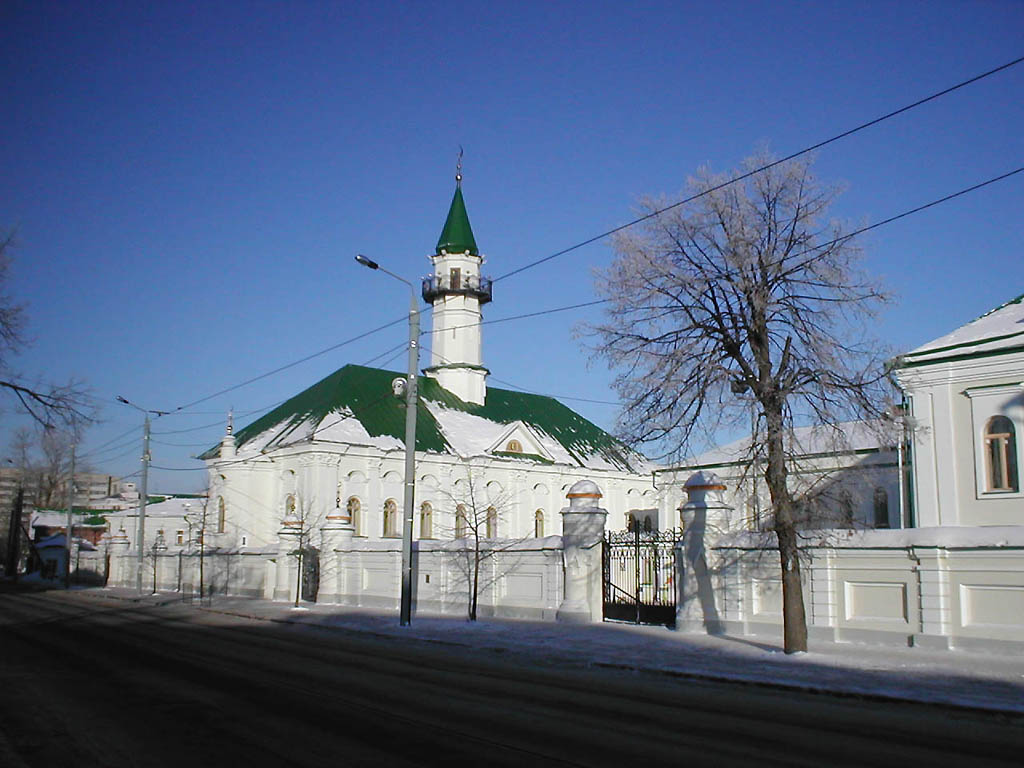
Мечеть з боку входу на територію
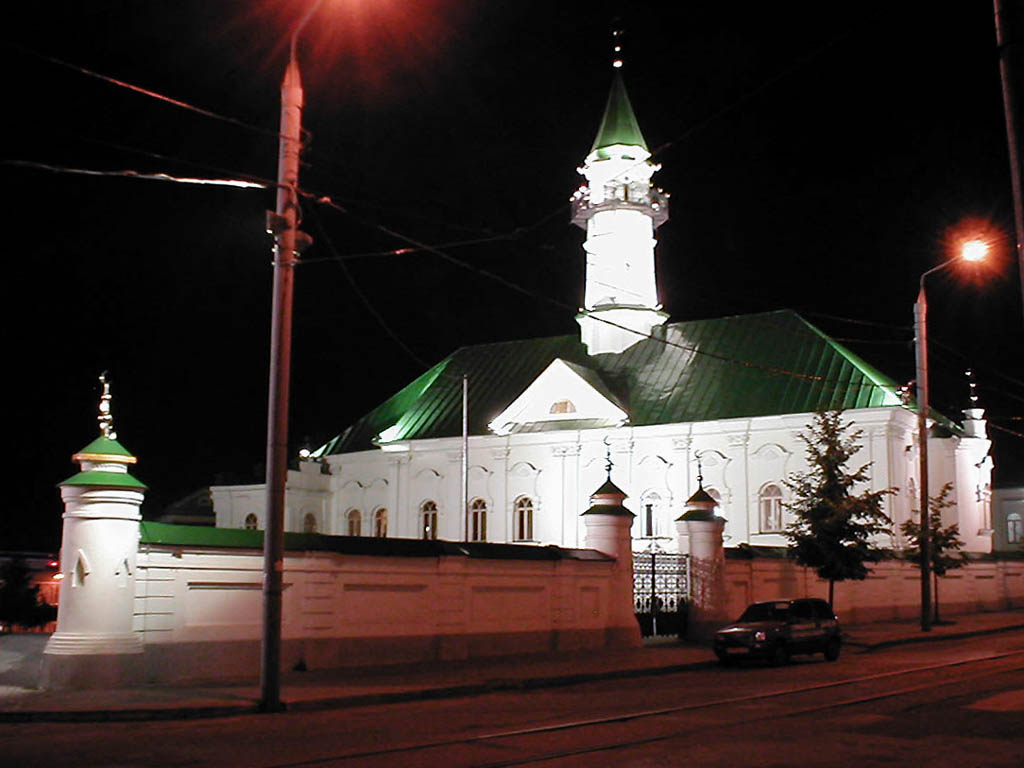
Мечеть з боку перехрестя вулиць К.Насирі і З.Султана в нічній підсвітці
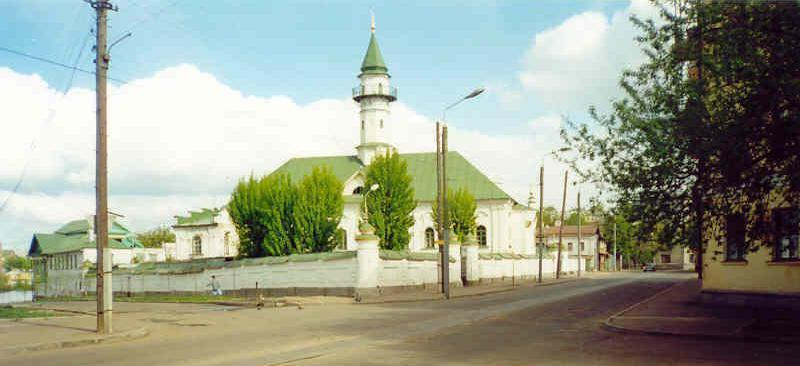
Комплекс мечеті за перехрестям вулиць К.Насирі і З.Султана
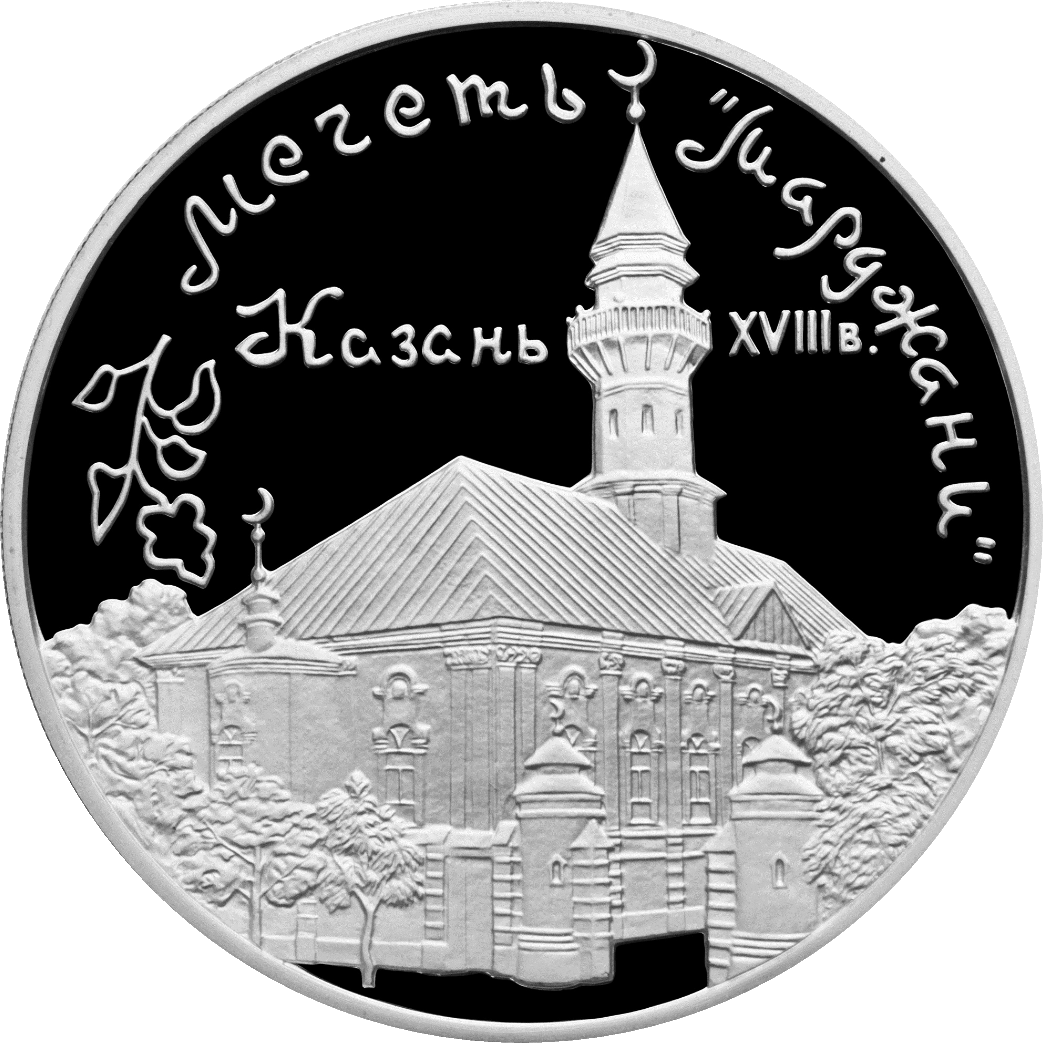
«Мечеть Марджані» — пам'ятна монета Банку Росії